# Uncle John (schip, 1977)
De Uncle John is een halfafzinkbaar platform dat in 1977 werd gebouwd door Aker voor Houlder Offshore. Het duikondersteuningsvaartuig werd genoemd naar John Houlder en beheerd door Houlder-Comex. Het ontwerp bestaat uit twee pontons met daarop elk drie kolommen en een rechthoekig dek.
In 1996 werd het platform overgenomen Cal Dive.